# 全国高等学校定時制通信制ソフトテニス大会
全国高等学校定時制通信制ソフトテニス大会は1967年8月に第一回大会が行われた。2015年8月に第48回大会で定通大会の中では歴史が長く、個人戦と団体戦で行われている。

## 概要
大会は毎年8月に白子町サニーテニスコートで行われる。定通の全国大会である。団体戦は都道府県対抗戦で行われる。

## 参加人数
500名前後で推移している。

## 沿革
- 1967年8月に第一回大会が行われる。
- 2012年8月に第45回記念大会が行われた。